# Vuelta a España 1994
La Vuelta a España 1994, quarantanovesima edizione della corsa, si svolse in venti tappe, precedute da un cronoprologo iniziale, dal 25 aprile al 2 maggio 1994, per un percorso totale di 3 531 km. Fu vinta dallo svizzero Tony Rominger che terminò la gara in 92h07'48" alla media di 38,333 km/h.
Partenza della prima tappa a Valladolid con 170 ciclisti, di cui 121 tagliarono il traguardo a Madrid.

## Tappe
| Tappa  | Data      | Percorso                                                            | km    | Vincitore di tappa   | Leader cl. generale |
| ------ | --------- | ------------------------------------------------------------------- | ----- | -------------------- | ------------------- |
| Prol.  | 25 aprile | Valladolid (cron. individuale)                                      | 9     | Tony Rominger        | Tony Rominger       |
| 1ª     | 26 aprile | Valladolid > Salamanca                                              | 178,4 | Laurent Jalabert     | Tony Rominger       |
| 2ª     | 27 aprile | Salamanca > Cáceres                                                 | 239,3 | Laurent Jalabert     | Tony Rominger       |
| 3ª     | 28 aprile | Almendralejo > Cordova                                              | 235,6 | Endrio Leoni         | Tony Rominger       |
| 4ª     | 29 aprile | Cordova > Granada                                                   | 166,9 | Laurent Jalabert     | Tony Rominger       |
| 5ª     | 30 aprile | Granada > Sierra Nevada                                             | 151,7 | Tony Rominger        | Tony Rominger       |
| 6ª     | 1º maggio | Baza > Alicante                                                     | 256,5 | Simone Biasci        | Tony Rominger       |
| 7ª     | 2 maggio  | Benidorm (cron. individuale)                                        | 39,5  | Tony Rominger        | Tony Rominger       |
| 8ª     | 3 maggio  | Benidorm > Valencia                                                 | 166   | Jean-Paul van Poppel | Tony Rominger       |
| 9ª     | 4 maggio  | Igualada > Ordino-Arcalís                                           | 205   | Ángel Yesid Camargo  | Tony Rominger       |
| 10ª    | 5 maggio  | Andorra La Vella > Cerler                                           | 195,3 | Tony Rominger        | Tony Rominger       |
| 11ª    | 6 maggio  | Benasque > Saragozza                                                | 226,7 | Laurent Jalabert     | Tony Rominger       |
| 12ª    | 7 maggio  | Saragozza > Pamplona                                                | 201,6 | Laurent Jalabert     | Tony Rominger       |
| 13ª    | 8 maggio  | Pamplona > Alto de la Cruz de la Demanda                            | 174   | Tony Rominger        | Tony Rominger       |
| 14ª    | 9 maggio  | Santo Domingo de la Calzada > Santander                             | 209,3 | Alessio Di Basco     | Tony Rominger       |
| 15ª    | 10 maggio | Santander > Lagos de Covadonga                                      | 147,7 | Laurent Jalabert     | Tony Rominger       |
| 16ª    | 11 maggio | Cangas de Onís > Alto del Naranco                                   | 150,4 | Bart Voskamp         | Tony Rominger       |
| 17ª    | 12 maggio | Avila > Avila                                                       | 189   | Giuseppe Calcaterra  | Tony Rominger       |
| 18ª    | 13 maggio | Avila > Palazuelos de Eresma (Distillerie DYC)                      | 171   | Marino Alonso        | Tony Rominger       |
| 19ª    | 14 maggio | Segovia > Palazuelos de Eresma (Distillerie DYC) (cron.individuale) | 53    | Tony Rominger        | Tony Rominger       |
| 20ª    | 15 maggio | Palazuelos de Eresma (Distillerie DYC) > Madrid                     | 165,7 | Laurent Jalabert     | Tony Rominger       |
| Totale | Totale    | Totale                                                              | 3 531 |                      |                     |

## Squadre e corridori partecipanti
Le squadre partecipanti alla gara furono diciassette:
| N.    | Cod. | Squadra                    |
| ----- | ---- | -------------------------- |
| 1-10  | MAP  | Mapei-CLAS                 |
| 11-20 | ART  | Artiach-Royal Fruco        |
| 21-30 | BAN  | Banesto                    |
| 31-40 | CAS  | Castellblanch              |
| 41-50 | EUS  | Euskadi-Petronor           |
| 51-60 | KEL  | Kelme-Avianca-Gios         |
| 61-70 | ONC  | ONCE                       |
| 71-80 | AMO  | Amore & Vita-Galatron      |
| 81-90 | BRE  | Brescialat-Ceramiche Refin |

| N.      | Cod. | Squadra                   |
| ------- | ---- | ------------------------- |
| 91-100  | JOL  | Jolly Componibili-Cage 94 |
| 101-110 | FES  | Festina-Lotus             |
| 111-120 | MER  | Mercatone Uno-Medeghini   |
| 121-130 | NAV  | Navigare-Blue Storm       |
| 131-140 | BOA  | Recer-Boavista            |
| 141-150 | SAM  | Santa Clara-Samara        |
| 151-160 | SIC  | Sicasal-Acral             |
| 161-170 | TVM  | TVM-Bison Kit             |

## Classifiche finali

### Classifica generale - Maglia oro
| Pos. | Corridore         | Squadra       | Tempo     |
| ---- | ----------------- | ------------- | --------- |
| 1    | Tony Rominger     | Mapei-CLAS    | 92h07'48" |
| 2    | Mikel Zarrabeitia | Banesto       | a 7'28"   |
| 3    | Pedro Delgado     | Banesto       | a 9'27"   |
| 4    | Alex Zülle        | ONCE          | a 10'54"  |
| 5    | Oliverio Rincón   | ONCE          | a 13'09"  |
| 6    | Luc Leblanc       | Festina-Lotus | a 15'27"  |
| 7    | Vicente Aparicio  | Banesto       | a 15'48"  |
| 8    | Luis Pérez García | Castellblanch | a 16'46"  |
| 9    | Fernando Escartín | Mapei-CLAS    | a 16'54"  |
| 10   | Alberto Camargo   | Artiach       | a 20'35"  |

### Classifica a punti - Maglia azzurra
| Pos. | Corridore        | Squadra    | Punti |
| ---- | ---------------- | ---------- | ----- |
| 1    | Laurent Jalabert | ONCE       | 243   |
| 2    | Tony Rominger    | Mapei-CLAS | 227   |
| 3    | Alex Zülle       | ONCE       | 121   |

### Classifica scalatori - Maglia verde
| Pos. | Corridore          | Squadra       | Punti |
| ---- | ------------------ | ------------- | ----- |
| 1    | Luc Leblanc        | Festina-Lotus | 158   |
| 2    | Michele Coppolillo | Navigare      | 148   |
| 3    | Tony Rominger      | Mapei-CLAS    | 136   |

### Classifica sprint - Maglia bianca
| Pos. | Corridore        | Squadra      | Punti |
| ---- | ---------------- | ------------ | ----- |
| 1    | Alessio Di Basco | Amore & Vita |       |

### Classifica a squadre
| Pos. | Squadra | Tempo      |
| ---- | ------- | ---------- |
| 1    | Banesto | 276h42'43" |